# عدن الاشلوح (إب)
عدن الاشلوح هي إحدى قرى الجمهورية اليمنية. تتبع جغرافيا لمحافظة إب وإداريًا لمديرية السياني. يبلغ تعداد سكانها 2098 نسمة حسب الإحصاء الذي أجري عام 2004.